# Blepharotes splendidissimus
Blepharotes splendidissimus is een vliegensoort uit de familie van de roofvliegen (Asilidae). De wetenschappelijke naam van de soort is voor het eerst geldig gepubliceerd in 1830 door Christian Rudolph Wilhelm Wiedemann.

## Kenmerken
Dit insect heeft een donkerbruin lichaam met lange, bruingevlekte vleugels, stevige, harige poten en een scherpe steeksnuit. Het achterlijf is afgeplat met haarbosjes aan de zijkant.

## Verspreiding en leefgebied
Deze soort komt voor in Australië.